# Zinc Alloy and the Hidden Riders of Tomorrow
Zinc Alloy and the Hidden Riders of Tomorrow é o quinto álbum de estúdio da banda britânica de rock T. Rex, e o nono álbum de estúdio desde sua estreia em 1968 como Tyrannosaurus Rex. Foi lançado em 1º de fevereiro de 1974 pela EMI Records. Foi o primeiro e único álbum a ser lançado sob o nome de "Marc Bolan & T. Rex".
Ao contrário de muitos dos álbuns anteriores do grupo, este não foi lançado na América do Norte. Ao invés disso, a gravadora lançou Light of Love, apenas nos Estados Unidos, em agosto do mesmo ano. O álbum apresentava três faixas de Zinc Alloy, enquanto as canções restantes apareceriam no próximo álbum da banda, Bolan's Zip Gun.
Zinc Alloy foi recebido com perplexidade pelo público ouvinte. Ele supostamente confundiu os ouvintes e dividiu a base de fãs da banda na época, enquanto a recepção foi universalmente negativa. A reavaliação crítica foi um pouco mais favorável, mas continua sendo um descompasso no cânone do T. Rex devido ao seu estilo, que incorpora influências de funk e R&B. O álbum alcançou a 12ª posição na parada britânica.

## Produção
Marc Bolan foi um dos primeiros artistas ingleses a gravar na Alemanha, no Musicland Studios, em Munique. As gravações básicas das faixas foram feitas em 1973 entre fevereiro e junho. Bolan estava insatisfeito com a recepção insuficiente do single "20th Century Boy", e ansioso para experimentar instrumentalmente de maneiras que o trabalho pop anterior da banda não havia permitido. Suas duas principais influências foram seu relacionamento com a musicista Gloria Jones e uma afeição pela música negra das estações de rádio que ele ouvia durante a turnê pelos Estados Unidos. O álbum foi mixado após o retorno da banda de sua turnê, no final da qual o baterista Bill Legend saiu. A mixagem foi difícil, pois Bolan estava viciado em drogas. Ele queria manter o controle e não ouviu nenhum conselho do produtor Tony Visconti. Esta foi a última vez que Visconti trabalhou com a banda.
A banda foi expandida, incorporou o segundo guitarrista Jack Green, o músico de apoio B.J. Cole no pedal steel e a dupla soul de coristas 'The Cosmic Choir', composta por Gloria Jones e Sister Pat Hall, às vezes com participação do irmão de Jones, Richard.

## Lançamento
O álbum foi lançado cinco semanas após o fim da turnê no Reino Unido. Ele alcançou a 12ª posição na tabela musical britânica, e o seu primeiro single, "Teenage Dream", alcançou o 13º lugar na parada britânica de singles.
Na época do lançamento no Reino Unido, a gravadora norte-americana de Bolan, Reprise, o demitiu, e ele estava lutando para encontrar outro selo para contratá-lo. Quando ele finalmente conseguiu um contrato com a Casablanca Records, ele gravou muito material novo, que a nova gravadora decidiu lançar junto com algumas faixas de Zinc Alloy como o álbum Light of Love, em setembro de 1974; assim, nem Zinc Alloy e nem o disco seguinte, Bolan's Zip Gun, foram lançados nos Estados Unidos durante a década de 1970.

## Recepção crítica
Zinc Alloy foi mal recebido após o lançamento, com críticas "universalmente hostis". A imprensa britânica criticou o T. Rex por copiar o título do álbum The Rise and Fall of Ziggy Stardust and the Spiders from Mars, de David Bowie, apesar de Bolan já ter falado em lançar trabalhos sob o pseudônimo de "Zinc Alloy" em meados da década de 1960.
As revisões retrospectivas têm sido mais favoráveis. O site musical AllMusic elogiou a faixa "You've Got to Jive to Stay Alive" como "implausivelmente leve, mas impressionantemente cheia de groove". Em uma crítica avaliada em 7 de 10, a revista Uncut escreveu: "Bolan, recém-encantado com a cantora Gloria Jones, dá mais vazão às influências do funk e do R&B, antecedendo em vários meses o interesse de Bowie e Elton John na música disco e no Philly soul". "Bolan ainda era claramente capaz de inspirar criatividade – as sombrias e distorcidas 'Explosive Mouth' e 'Change' são particularmente ótimas".
O jornal The Guardian escreveu que é "melhor do que sua reputação sugere". O crítico musical Alexis Petridis qualificou "Teenage Dream" como "floridamente elegíaco" e "suficientemente à frente da curva para começar a experimentar a música soul meses antes de Bowie lançar Young Americans". Petridis concluiu que Bolan "estava buscando uma espécie de parede de som e errando um pouco o alvo". O periódico Record Collector apelidou de uma "fusão musical notável".

## Legado
O AllMusic escreveu que o Zinc Alloy antecedeu a mudança de estilo dos colegas de Bolan, dizendo: "canções preenchidas de soul como essas não são simplesmente uma nova direção. Eles são os mesmos sinais que em breve estariam guiando tantos outros talentos do rock inglês por alguns lugares muito desconhecidos. Zinc Alloy foi lançado em março de 1974. Bowie começou a ensaiar para sua turnê Philly Dogs em julho".

## Lista de faixas
Todas as faixas escritas e compostas por Marc Bolan. 
| Lado um |                     |         |  |
| N.º     | Título              | Duração |  |
| 1.      | "Venus Loon"        | 3:01    |  |
| 2.      | "Sound Pit"         | 2:50    |  |
| 3.      | "Explosive Mouth"   | 2:26    |  |
| 4.      | "Galaxy"            | 1:48    |  |
| 5.      | "Change"            | 2:47    |  |
| 6.      | "Nameless Wildness" | 3:06    |  |
| 7.      | "Teenage Dream"     | 5:45    |  |

| Lado dois |                                                       |         |  |
| N.º       | Título                                                | Duração |  |
| 1.        | "Liquid Gang"                                         | 3:17    |  |
| 2.        | "Carsmile Smith & the Old One"                        | 3:16    |  |
| 3.        | "You've Got to Jive to Stay Alive – Spanish Midnight" | 2:35    |  |
| 4.        | "Interstellar Soul"                                   | 3:26    |  |
| 5.        | "Painless Persuasion v. the Meathawk Immaculate"      | 3:26    |  |
| 6.        | "The Avengers (Superbad)"                             | 4:28    |  |
| 7.        | "The Leopards Featuring Gardenia & the Mighty Slug"   | 3:36    |  |

## Ficha técnica
T. Rex
- Marc Bolan – vocais principais, guitarras
- Mickey Finn – percussão
- Steve Currie – baixo elétrico
- Bill Legend – bateria

Músicos adicionais
- Danny Thompson – contrabaixo
- B. J. Cole – pedal steel
- Jack Green – guitarra elétrica
- Lonnie Jordan – teclados
- The Cosmic Choir (Big Richard, Gloria Jones, Sister Pat Hall) – vocais de apoio

Produção musical
- Marc Bolan – produção

- Tony Visconti – produção, arranjo, Mellotron[7]

## Posição nas tabelas musicais
| Tabelas musicais (1974)       | Melhor posição |
| ----------------------------- | -------------- |
| Austrália (Kent Music Report) | 45             |
| Reino Unido (OCC)             | 12             |